# Estádio Fernando Charbub Farah
O Estádio Municipal Fernando Charbub Farah, conhecido como Gigante do Itiberê ou Caranguejão, é um estádio poliesportivo localizado na cidade de Paranaguá, no estado do Paraná. Está localizado na região do centro histórico da cidade. Seu nome é uma homenagem ao engenheiro e desportista Fernando Charbub Farah.
Com capacidade para 22.000 lugares, possui pista de atletismo. Foi aberto em 2003, mas a inaugurado oficial ocorreu em 29 de setembro de 2004, no jogo Paraná Clube 2 – 1 Vasco da Gama, válido pela 33ª rodada do Campeonato Brasileiro. Neste jogo, houve um público recorde de 12.747 pagantes e de 13.754 pessoas no total.
O primeiro gol oficial da história do estádio foi marcado pelo meio-campista sérvio Dejan Petković, então defendendo o Vasco da Gama.
Em 2012, o Athletico Paranaense utilizou o Estádio Gigante do Itiberê como mando de campo para diversas partidas da Série B do Campeonato Brasileiro. A mudança foi necessária devido às reformas na Arena da Baixada para a Copa do Mundo de 2014.

## Seleção Brasileira de Futebol Feminino
Em 2012, o estadio recebeu dois jogos da "Copa Conmebol FIFA Sul-Americana de Futebol Feminino". O primeiro jogo foi entre as seleções de Peru e Paraguai, com o resultado final de 3 a 0 para as paraguaias. A Seleção Brasileira enfrentou a da Bolívia, ganhando a partida por 2 a 1. Os dois jogos foram os testes finais para qualificar o estádio junto a FIFA para que o mesmo recebesse amistosos de seleções em preparação para a Copa do Mundo FIFA de 2014. O projeto de certificação não foi concluído e o estádio não entrou no lista de destinos oficiais da Copa Fifa 2014.

## Reformas

### 2020 / 2021
Entre 2020 e 2021, foram realizadas reformas estruturais no estadio, transformando o local no primeiro estádio-escola da América Latina com a construção de um complexo educacional para mil alunos, incluindo salas de aula para a rede municipal de ensino. Também houve o reparo da pista de atletismo e pista de salto em distância, que serão usados pelos alunos no contraturno esportivo.
Sua capacidade foi diminuída para 12.573 torcedores, também foi instalado grama sintética no campo de futebol, cobertura nas arquibancadas, cadeiras para o público e reforma nas cabides de imprensa.